# Plutoni
El plutoni és l'element químic de símbol Pu i nombre atòmic 94. Es tracta d'un metall actinoide de color gris argentat que perd el llustre en contacte amb l'aire i forma una capa mat en oxidar-se. Com a regla general, es presenta en sis al·lòtrops i quatre estats d'oxidació. Reacciona amb el carboni, els halògens, el nitrogen, el silici i l'hidrogen. L'exposició a l'aire humit condueix a la formació d'òxids i hidrurs que poden augmentar el volum de la mostra un 70% i es desprenen en forma de pols pirofòrica. La seva radioactivitat i tendència a acumular-se als ossos en fan una matèria perillosa.
En manipular-lo sense la protecció adequada pot produir mutacions cel·lulars que poden desembocar en càncer o altres malalties. Rep el seu nom del planeta nan Plutó. El plutoni existeix de forma natural però només en petitíssimes quantitats. Gairebé sempre és creat de forma artificial mitjançant el bombardeig d'urani 238 amb neutrons. El plutoni 239 s'empra com a combustible en armes nuclears i en reactors nuclears per la seva capacitat de fissionar-se, i el plutoni 238 en generadors termoelèctrics per radioisòtops de sondes espacials per la calor que emet en desintegrar-se.

## Història

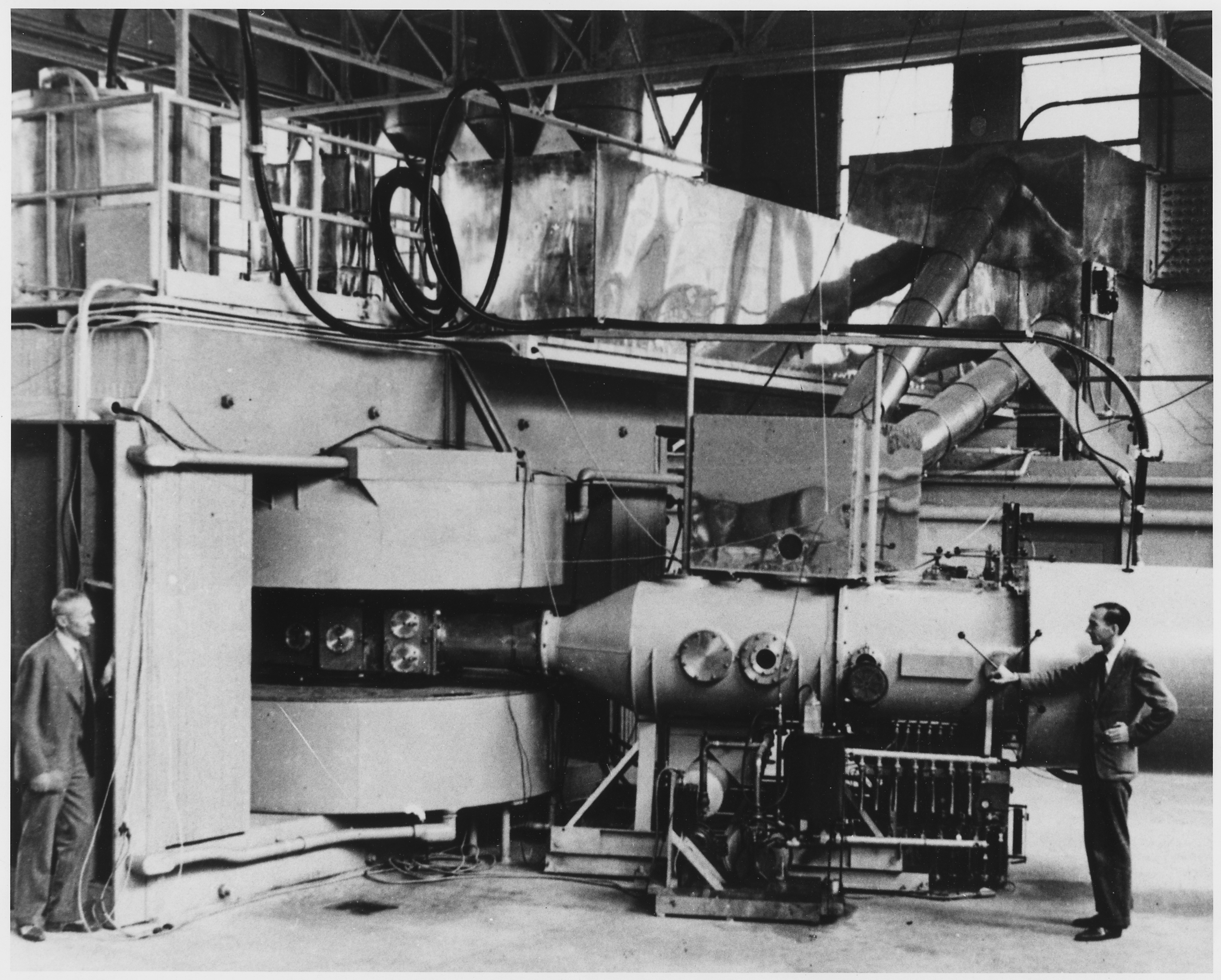
Ciclotró de la Universitat de Califòrnia a Berkeley.

El físic italià Enrico Fermi (1901-1954) i un equip de científics de la Universitat de Roma La Sapienza el 1934 comunicaren el descobriment de l'element de nombre atòmic 93. L'anomenaren ausoni (símbol Ao) per l'antiga regió italiana d'Ausònia. El mateix equip atribuí el nom hesperi a l'element 94, provinent d'Hespèria, una manera poètica de referir-se a Itàlia. Tanmateix, aquell mateix any, la física alemanya Ida Noddack (1896-1978) presentà unes explicacions alternatives. Després del descobriment de la fissió nuclear el 1938, hom comprovà que el descobriment de Fermi era en realitat una mescla de bari, criptó i altres elements.

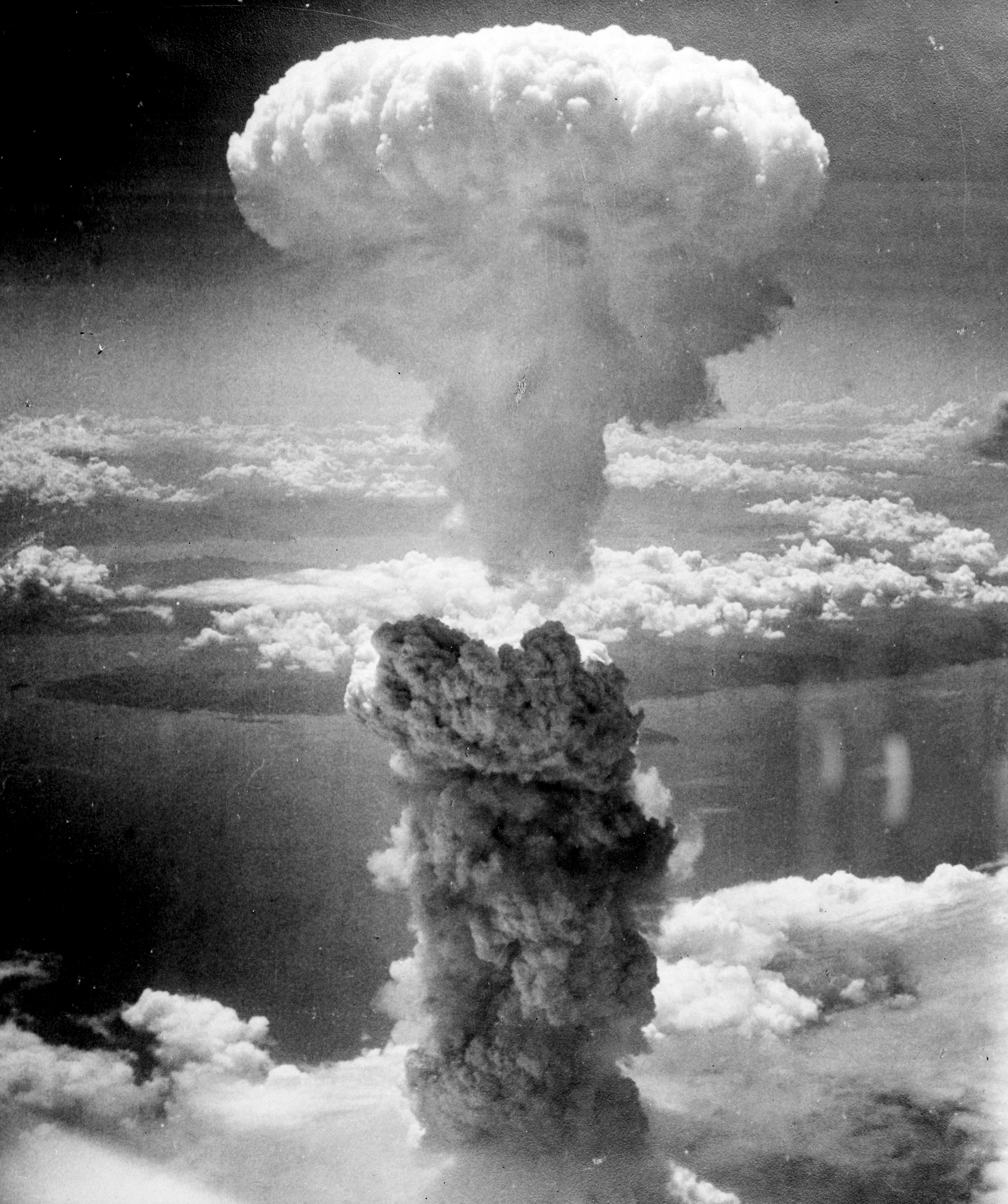
Explosió de la bomba atòmica sobre Nagasaki el 9 d'agost de 1945.

El plutoni fou produït per primera vegada el 1941 per Glenn T. Seaborg, Edwin McMillan, J.W. Kennedy i A.C. Wahl utilitzant el ciclotró del Laboratori Nacional Lawrence de Berkeley (EUA). Irradiaren nuclis d'urani 238 amb deuterons produint neptuni 238, que es desintegra en plutoni 238 amb emissió d'una partícula β: Les reaccions són:
{\displaystyle {\ce {^238_92U + ^2_1H -> ^238_93Np + 2 ^1_0n}}}{\displaystyle {\ce {^238_93Np -> ^238_94Pu + ^0_{-1}e}}}

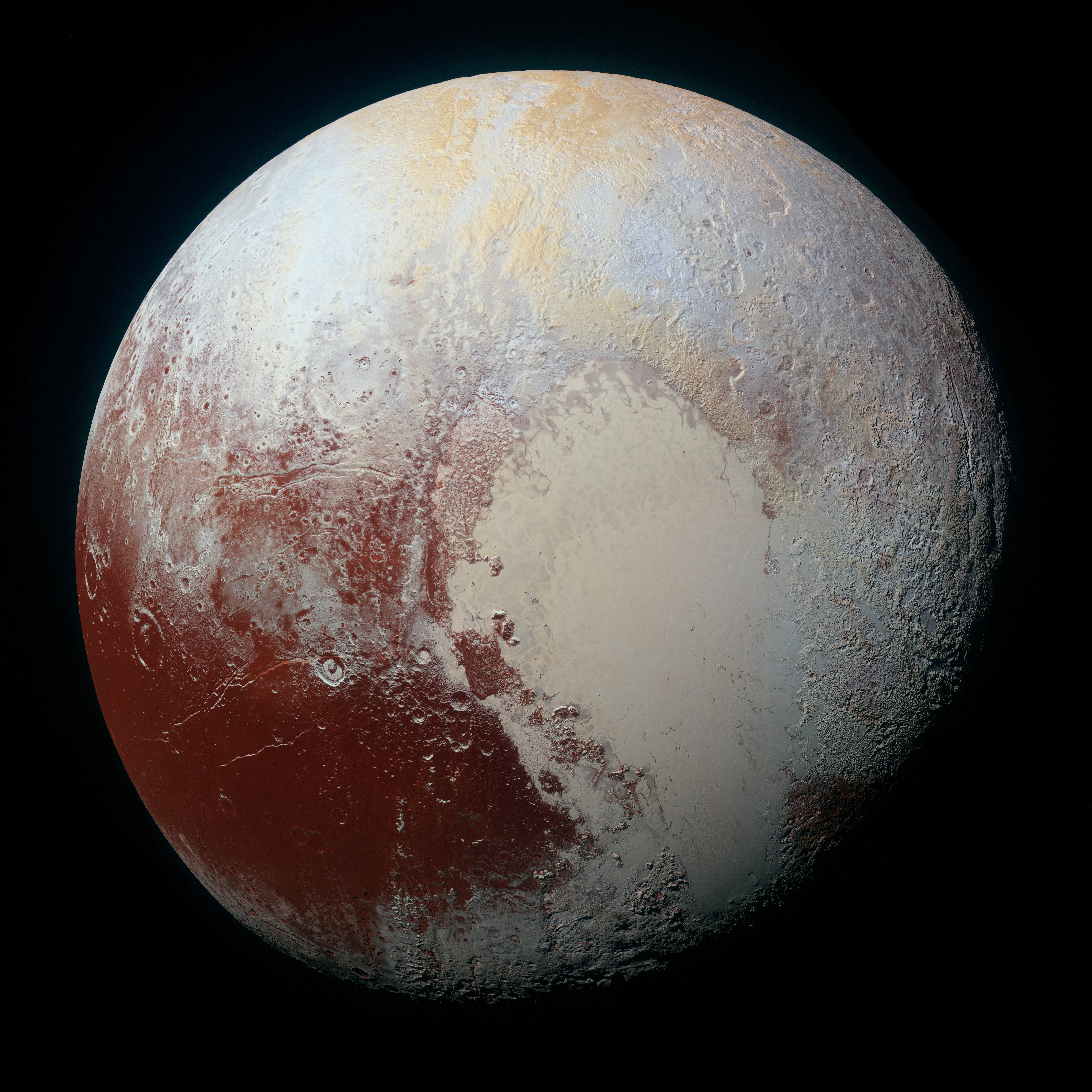
Fotografia de Plutó obtinguda per la sonda New Horizons de la NASA el 14 de juliol de 2015.

L'anomenaren plutoni seguint el criteri d'anomenat els darrers elements com els darrers planetes: urani d'Urà, neptuni de Neptú i plutoni de Plutó, descobert el 1930. El descobriment fou mantingut en secret fins al final de la Segona Guerra Mundial, el 1945. La producció de plutoni en quantitats útils per primera vegada fou una part important del Projecte Manhattan durant la Segona Guerra Mundial que desenvolupà les primeres bombes atòmiques. Les bombes Fat Man, utilitzades a la prova nuclear de Trinity el juliol de 1945 i al bombardeig de Nagasaki el 9 d'agost de 1945, tenien nuclis de plutoni.
Després de la guerra, es dugueren a terme experiments de radiació humana que estudiaven el plutoni sense el consentiment informat i es produïren diversos accidents de gravetat, alguns letals.

## Estat natural i obtenció
El plutoni és l'element amb el nombre atòmic més alt que es pot trobar a la natura, malgrat que sigui en molt petites quantitats. Se'n produeixen traces en dipòsits naturals d’urani 238 quan l’urani 238 capta els neutrons emesos per la desintegració d'altres àtoms d’urani 238.

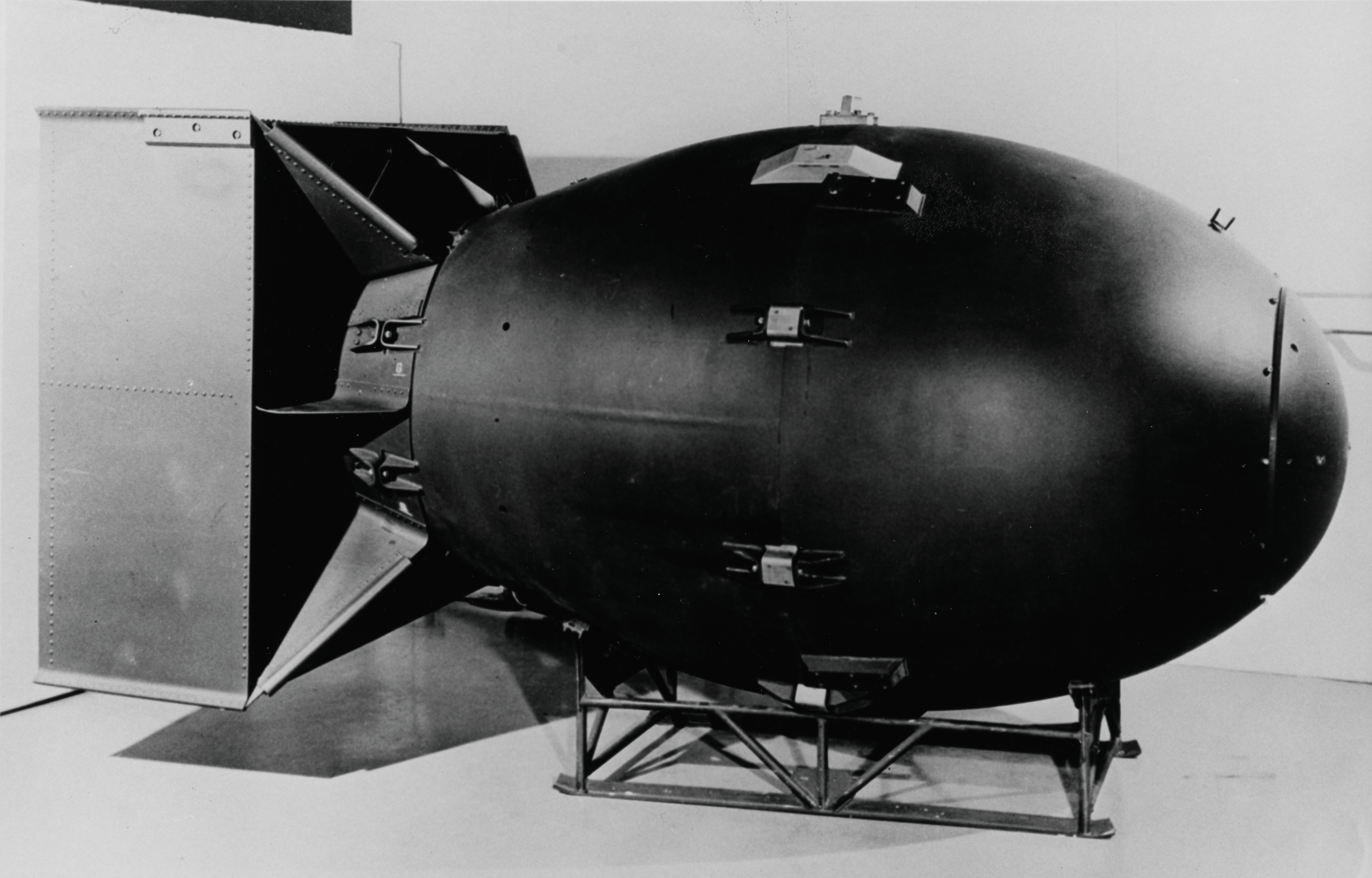
La bomba Fat Man llançada sobre Nagasaki el 9 d'agost de 1945.

El plutoni interessa per a la fabricació d'armes nuclears. En concret es produeix l'isòtop plutoni 239 perquè és l'isòtop fissionable. S'obté amb les següents reaccions:
{\displaystyle {\ce {^238_92U + ^1_0n -> ^239_92U}}}{\displaystyle {\ce {^239_92U -> ^239_93Np + ^0_{-1}e}}}{\displaystyle {\ce {^239_93Np -> ^239_94Pu + ^0_{-1}e}}}
L'eliminació de residus de plutoni de les centrals nuclears i les armes nuclears desmantellades construïdes durant la Guerra Freda és un problema de proliferació nuclear i mediambiental. Altres fonts de plutoni al medi ambient són conseqüències de nombroses proves nuclears sobre el terreny, ara prohibides.

## Propietats físiques i químiques

Plutoni oxidat.

A temperatura ambient és sòlid. El seu punt de fusió és 640 °C i la seva densitat 19.816 kg/m³.
L'element presenta normalment sis al·lòtrops i quatre estats d’oxidació. Reacciona amb carboni, halògens, nitrogen, silici i hidrogen. Quan s’exposa a l’aire humit, forma òxids i hidrurs que poden expandir la mostra fins a un 70% en volum, que al seu torn s’escampa com una pols pirofòrica. És radioactiu i es pot acumular en ossos, cosa que fa perillosa la seva manipulació.

## Isòtops
El plutoni té vint-i-un radioisòtops coneguts amb nombres màssics que van del 228 al 247. El més important, que no el més estable, és el plutoni 239, amb una període de semidesintegració de t½ = 24.110 anys. El que té el període de semidesintegració més llarg és el plutoni 244 (t½ = 8 × 107 anys).

## Aplicacions

A causa de la presència de plutoni-240 al plutoni generat per reactors, el disseny d'implosió es va desenvolupar per a les armes Fat Man i Trinity.

### Indústria armamentística
Tant el plutoni 239 com el plutoni 241 són fissibles, és a dir, que poden suportar una reacció en cadena nuclear, donant lloc a aplicacions en armes nuclears. El plutoni 239 d'una riquesa del 93% és el que es destina en la fabricació d'armes nuclears.

### Producció d'energia

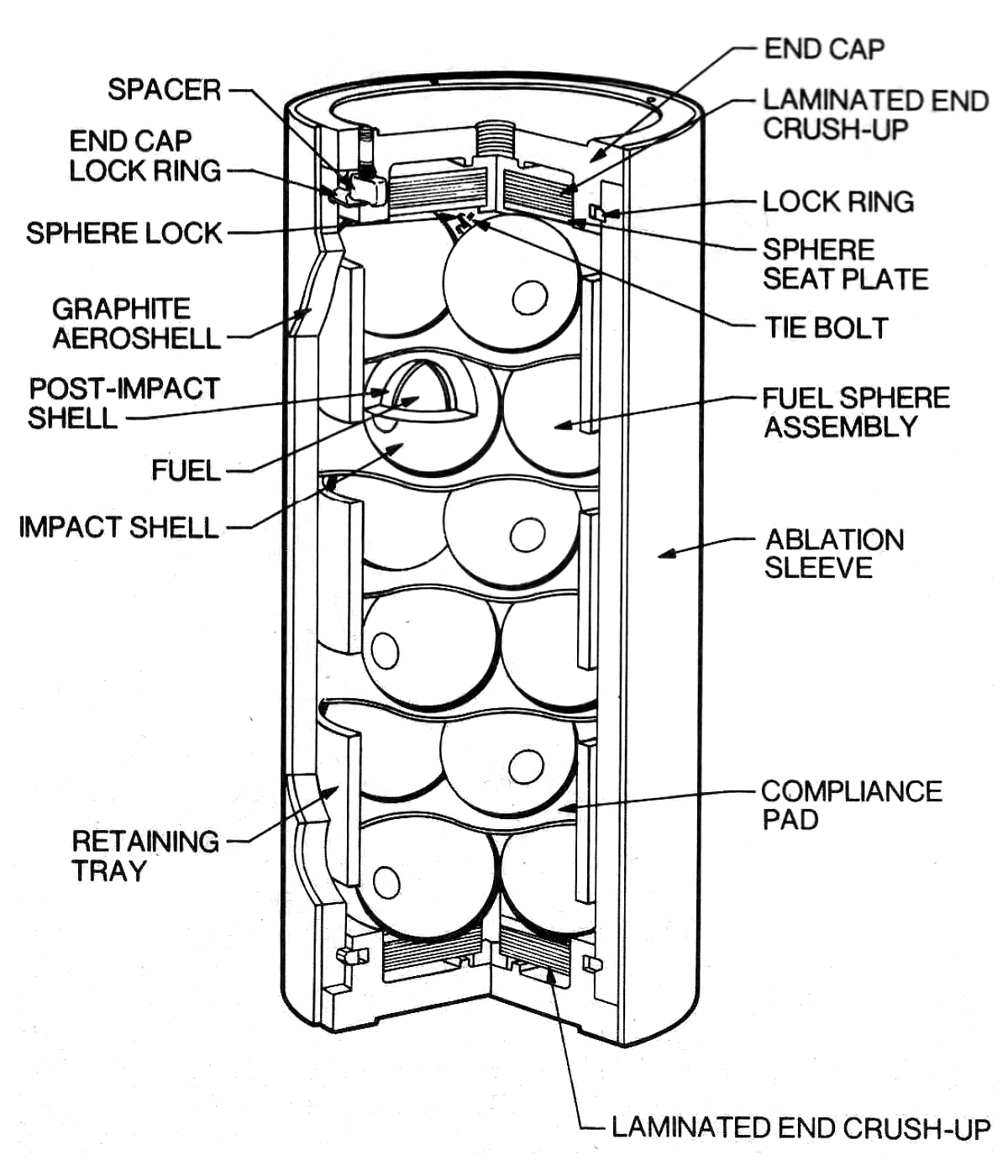
Generador termoelèctric per radioisòtops de les sondes Voyager amb plutoni 238 en forma d'òxid de plutoni(IV) PuO2 que segueixen en funcionament.

Tant el plutoni 239 com el plutoni 241 poden emprar-se en reactors nuclears en forma de diòxid de plutoni, per a fer combustible nuclear MOX (7% de plutoni i 93% d'urani), per a algunes centrals nuclears de producció d'energia elèctrica. El plutoni 240 presenta una elevada taxa de fissió espontània, augmentant el flux de neutrons de qualsevol mostra que el contingui. La presència de plutoni 240 limita la utilitat de les mostres de plutoni per a les armes o la seva qualitat com a combustible del reactor, i el percentatge de plutoni 240 determina el seu grau (grau d’armes, combustible o reactor).
El plutoni 238 té una vida mitjana de 87,7 anys i emet partícules α. És una font de calor dels generadors termoelèctrics per radioisòtops, que s’utilitzen per alimentar algunes sondes espacials. El fet que dos metalls diferents en contacte produeixin una força electromotriu d'unió, permet generar energia elèctrica. L'inconvenient per a la majoria de les aplicacions pràctiques és el baix valor de la força electromotriu que és de l'ordre de 10–6 V/K, per la qual cosa per obtenir un voltatge de sortida pràctic sovint es combinen en sèrie aquestes unions i es col·loquen en un ambient de molt alta temperatura. Una de les principals aplicacions ha estat al programa espacial, on es necessita un generador elèctric sense parts mòbils i que subministri energia durant la llarga durada de les missions espacials. El programa espacial dels EUA ha emprat la calor generada per la desintegració del plutoni 238 aplicat a una col·lecció d'unions en el que s'anomena un Generador termoelèctric per radioisòtops (RTG). Els RTG han estat utilitzats per la NASA en moltes missions, incloent-hi Apollo, Pioneer, Viking, Voyager, Galileu i Cassini-Huygens.

## Toxicologia
És químicament tòxic i també és radiotòxic, especialment per inhalació.
És extraordinàriament tòxic; d’una banda, emet partícules, i de l’altra, l'element s’absorbeix específicament a la medul·la òssia. La seva màxima concentració permissible en l’atmosfera és de 3 × 1011 g/m³ i la seva dosi màxima és, per a l’home, de 6 × 10–7 g.